# Супер 8
„Супер 8“ (на английски: Super 8) е американски чудовищен трилър от 2011 г., написан и режисиран от Джей Джей Ейбрамс и е продуциран от Стивън Спилбърг. Във филма участват Джоел Кортни, Ел Фанинг, Кайл Чандлър, Габриел Басо, Ноа Емерих, Рон Елдард, Райли Грифитс, Райън Лий, Катрина Балф и Зак Милс.